# Mudhoney
A Mudhoney egy négy taggal rendelkező amerikai alternatív metal együttes. Tagok: Mark Arm, Steve Turner, Dan Peters és Guy Maddison.
1988-ban alakult Seattle-ben. A zenekar a rövid életű Green River együttes feloszlása után alakult meg. A Mudhoney legtöbb tagja korábban a Green River-ben zenélt. A grunge-on kívül az alternatív metal és garázs-punk műfajokba is sorolható a zenéjük.

## Diszkográfia
- Superfuzz Bigmuff (1988)
- Mudhoney (1989)
- Every Good Boy Deserves Fudge (1991)
- Piece of Cake (1992)
- My Brother the Cow (1995)
- Tomorrow Hit Today (1998)
- Since We've Become Translucent (2002)
- Under a Billion Suns (2006)
- The Lucky Ones (2008)
- Vanishing Point (2013)
- Digital Garbage (2018)